# Giuseppe Ielasi
Giuseppe Ielasi (* 1974) ist ein italienischer Musiker (Gitarre, Elektronik, Komposition) und Produzent im Bereich der Avantgarde-, elektroakustischen und experimentellen Musik.

## Leben und Wirken
Ielasi wuchs im Süden Italiens auf; seit den späten 1990er-Jahren arbeitet er als professioneller Musiker, meist als Solist, aber auch mit »Bellows« (mit Nicola Ratti) und »Rain Text« (mit Giovanni Civitenga) und in Duos mit Enrico Malatesta, Kassel Jaegar, Andrew Pekler und häufig mit dem Filmemacher und Fotografen Armin Linke. Des Weiteren gründete Ielasi 1998 das Label Fringes Recordings, später Schoolmap mit Francesco Tenaglia, außerdem Senufo Editions. Mit Elio Martusciello,  Domenico Sciajno, Alessandro Bosetti, Valerio Tricoli und Renato Rinaldi gründete er das experimentelle Label Bowindo. 2005 veröffentlichte er sein Debütalbum Gesine bei Häpna; 2006 folgte ein selbstbetiteltes Album. Group (gegründet 2007) war eine Live-Zusammenarbeit mit EKG, dem Duo von Kyle Bruckmann (Oboe, Englischhorn, Elektronik) und Ernst Karel (Trompete, Elektronik). Mit Michel Doneda und Ingar Zach entstand das Album Flore de Cataclysmo (2007). Im Laufe seiner Karriere veröffentlichte er verschiedene Aufnahmen bei Plattenlabels wie 12k, Entrʼacte, Dekorder, Holidays und Error Broadcast. Zusammen mit Jennifer Veillerobe kuratierte er außerdem ein Album bei Senufo Editions. Ielasi lebt in Monza.
Der „Free-Jazz-Folk-Gitarrist und Elektroakustiker“ Giuseppe Ielasi gehört zu den progressiven Ambient-Künstlern der jüngsten Generation. In seiner Musik mischt er „plastisch-spacige Klanglandschaften mit minimalistisch improvisierten Melodien“; die Musik erinnert an „tiefe, resonante urbane Räume und an initiatorische Spaziergänge durch natürliche Umgebungen“.